# Vizitatorul (film din 2002)
Vizitatorul (2002, în engleză Groom Lake, denumit și ca The Visitor) este un film de groază scris și regizat de William Shatner. În rolurile principale au interpretat actorii Amy Acker și Dan Gauthier.
A fost distribuit de Shadow Entertainment, Koch Entertainment. Coloana sonoră a fost compusă de Richard John Baker.

## Rezumat
Filmul prezintă un tânăr cuplu care ajunge într-un oraș din deșertul american, cunoscut ca un loc de observare frecventă a OZN-urilor, pe care localnicii îl asociază cu o bază aeriană militară din apropiere.

## Distribuție
Au interpretat actorii:
- William Shatner - John Gossner
- Dan Gauthier - Andy
- Amy Acker - Kate
- Tom Towles - Dietz
- Dick Van Patten - Irv Barnett
- John Prosky - Hester Dealt
- Dan Martin - Captain Morgan
- Rickey Medlocke - Rancher
- Duane Whitaker - Dr. Stevens
- Brenda Bakke - Joyce
- J.T. Colosa - J.T.
- Debra Mayer - Nurse in clinic
- Chuck Williams - The Alien